# Niederranna
Niederranna er en landsby i Oberösterreich i Østrig tæt ved grænsen til Tyskland. Ved byen flyder floden Ranna ud i Donau. Niederranna ligger i kommunen Hofkirchen im Mühlkreis i distriktet Rohrbach.
48°28′N 13°47′Ø / 48.467°N 13.783°Ø